# Szürke sármány
A szürke sármány (Emberiza cineracea) a madarak osztályának verébalakúak (Passeriformes) rendjébe és a sármányfélék (Emberizidae) családjába tartozó faj.

## Rendszerezése
A fajt Christian Ludwig Brehm német lelkipásztor és ornitológus írta le 1855-ben.

## Alfajai
- Emberiza cineracea cineracea C. L. Brehm, 1855
- Emberiza cineracea semenowi Zarudny, 1904[2]

## Előfordulása
Görögország, Ciprus, Törökország (a legnagyobb állomány), Bahrein, Egyiptom, Eritrea, Irán, Irak, Izrael, Jordánia, Kuvait, Libanon, Palesztina, Katar, Szaúd-Arábia, Szudán, Szíria, Egyesült Arab Emírségek és Jemen területén honos. Kóborlásai során eljut Dániába, Norvégiába, Ománba, Tunéziába és Üzbegisztánba is.
Természetes élőhelyei a mérsékelt övi sivatagok és cserjések, sziklás környezetben, valamint szántóföldek.

## Megjelenése
Testhossza 16 centiméter, szárnyfesztávolsága 25-29 centiméter, testtömege 25-28 gramm. Szárnya barna, hasa és háta szürke. Feje és az arca sárga, csőre szürke színű.
|  |

## Életmódja
Főleg magvakkal táplálkozik, de fiókáit rovarokkal táplálja.

## Szaporodása
Fészekalja általában 3 tojásból áll.

## Természetvédelmi helyzete
Az elterjedési területe nagy, egyedszáma 8600-13600 példány közötti és csökken. A Természetvédelmi Világszövetség Vörös listáján mérsékelten fenyegetett fajként szerepel.